# Средња вас при Полховем Градцу
Средња вас при Полховем Градцу (словен. Srednja vas pri Polhovem Gradcu) је насељено место у општини Доброва–Полхов Градец, Средњесловенска регија, Словенија.

## Историја
До територијалне реорганизације у Словенији била је у саставу града Љубљане, односно старе општине Вич–Рудник.

## Становништво
У попису становништва из 2011. Средња вас при Полховем Градцу је имала 179 становника.
| Број становника према пописима | Број становника према пописима | Број становника према пописима |
| ------------------------------ | ------------------------------ | ------------------------------ |
| 1991                           | 2002                           | 2011                           |
| 138                            | 161                            | 179                            |

Напомена: До 1953. исказивано под називом Средња вас. Године 2012. извршена је мала размена територија између насеља Подребер и Средња вас при Полховем Градцу.